# Euphorbia × balfourii
Euphorbia balfourii es una especie fanerógama perteneciente a la familia de las euforbiáceas. Es endémica de España.

## Descripción
Es un híbrido entre Euphorbia segetalis y Euphorbia terracina.

## Taxonomía
Euphorbia balfourii fue descrita por Étienne Marcellin Granier-Blanc y publicado en Annales de la Société Linnéenne de Lyon, sér. 2, 72: 15. 1925[1926].
Etimología
Euphorbia: nombre genérico que deriva del médico griego del rey Juba II de Mauritania (52 a 50 a. C. - 23), Euphorbus, en su honor – o en alusión a su gran vientre –  ya que usaba médicamente Euphorbia resinifera. En 1753 Carlos Linneo asignó el nombre a todo el género.
balfourii: epíteto otorgado en honor del  botánico escocés Isaac Bayley Balfour (1853 - 1922).